# Undisputed Attitude
| 전문가 평가                      | 전문가 평가 |
| 평가 점수                        | 평가 점수   |
| 출처                             | 점수        |
| -------------------------------- | ----------- |
| AllMusic                         | [ 2 ]       |
| CMJ                              | mixed       |
| Collector's Guide to Heavy Metal | 7/10        |
| Entertainment Weekly             | C−          |
| NME                              | 7/10        |
| Rolling Stone                    | [ 7 ]       |

《Undisputed Attitude》는 1996년 5월 28일에 발매된 미국의 스래시 메탈 밴드 슬레이어의 일곱 번째 스튜디오 음반이다. 이 음반은 거의 전적으로 펑크 록과 하드코어 펑크 곡들의 커버로 구성되어 있으며, 1984년과 1985년에 기타리스트 제프 한네만이 팹 스미어라는 사이드 프로젝트를 위해 작곡한 두 트랙도 포함되어 있으며, 클로징 트랙인 〈Gemini〉는 유일한 오리지널 트랙이다. 이 음반의 커버 곡들은 원래 스투지스, 마이너 스렛, T.S.O.L., D.R.I., D.I., 닥터 노우, 버벌 어뷰스가 녹음했으며, 그들의 세 곡의 커버 버전이 포함되어 작업이 두드러졌다.
《Undisputed Attitude》는 미국 빌보드 200에서 34위로 정점을 찍었다.

## 녹음
《Undisputed Attitude》는 프로듀서로서 데이브 사디와 총괄 프로듀서로서 《Reign in Blood》의 프로듀서로서 릭 루빈과 함께 로스앤젤레스의 캐피틀 스튜디오에서 녹음되었다. 3주에서 4주 만에 녹음된 이 음반은 기타리스트 케리 킹의 아이디어로, 주로 선택된 노래들이 "슬레이어를 있는 그대로 만들었다"는 매우 영향력 있는 밴드들의 것이라고 말했다. 이 음반은 처음에 주다스 프리스트, UFO 및 딥 퍼플과 같은 클래식 헤비 메탈 아티스트의 자료를 특별히 포함하기로 되어 있었다. 그러나 킹에 따르면 여러 번의 리허설 후 "일이 잘 풀리지 않았다"고 말했으며, 밴드는 대신 펑크 노래를 커버하기로 결정했다.
슬레이어는 1960년대 사이키델릭 록 밴드 도어스가 보컬리스트이자 베이시스트인 톰 아라야에게 영향을 주었기 때문에 커버하는 것을 고려했다. 어떤 트랙을 녹음하는 것을 고려했냐고 물었을 때, 아라야는 "아마도 〈When the Music's Over〉, 〈Five to One〉, 그런 것일 것이다"라고 대답했다. 비록 밴드가 어떻게 음악적으로 편곡해야 할지 확신하지 못하자, 루빈이 블랙 플래그의 〈Rise Above〉 커버를 제안했지만, 그 밴드는 그것을 보류했다.
기타리스트 제프 한네만은 1984~1985년 슬레이어의 드러머 데이브 롬바르도와 수어사이덜 텐던시스의 기타리스트 록키 조지와 함께 사이드 프로젝트인 팹 스미어에서 4곡의 미공개 곡을 작곡했다. 밴드는 최고의 두 곡, 즉 〈Ddamm (Drunk Drivers Against Mad Mothers)〉와 〈Can't Stand You〉를 선택했다. 〈Gemini〉는 킹과 아라야가 녹음실에 들어가기 몇 달 전에 작곡했다. 킹은 이 곡이 음반의 유일한 슬레이어 곡이라고 주장한다. 이 곡은 더 전형적인 슬레이어 곡이 되기 전에 슬러지/둠 넘버로 시작한다.

## 곡 목록
| #   | 제목                                          | 작사·작곡                                         | 오리지널 아티스트 | 재생 시간 |
| --- | --------------------------------------------- | ------------------------------------------------- | ----------------- | --------- |
| 1.  | 〈Disintegration/Free Money〉                 | 에릭 마스트로칼로스, 브렛 도드웰, 로이 한센       | 버벌 어뷰스       | 1:41      |
| 2.  | 〈Verbal Abuse/Leeches〉                      | 마스트로칼로스, 도드웰, 한센                      | 버벌 어뷰스       | 1:58      |
| 3.  | 〈Abolish Government/Superficial Love〉       | 잭 그리샴, 론 에모리, 마이크 로슈, 토드 반스      | T.S.O.L.          | 1:48      |
| 4.  | 〈Can't Stand You〉                           | 제프 한네만                                       | 팹 스미어         | 1:27      |
| 5.  | 〈DDAMM (Drunk Drivers Against Mad Mothers)〉 | 한네만                                            | 팹 스미어         | 1:01      |
| 6.  | 〈Guilty of Being White〉                     | 이언 맥케이                                       | 마이너 스렛       | 1:07      |
| 7.  | 〈I Hate You〉                                | 마스트로칼로스, 도드웰, 한센                      | 버벌 어뷰스       | 2:16      |
| 8.  | 〈Filler/I Don't Want to Hear It〉            | 맥케이, 라일 프레슬라, 브라이언 베이커, 제프 넬슨 | 마이너 스렛       | 2:28      |
| 9.  | 〈Spiritual Law〉                             | 케이시 로이어                                     | D.I.              | 3:00      |
| 10. | 〈Mr. Freeze〉                                | 카일 토처                                         | 닥터 노우         | 2:24      |
| 11. | 〈Violent Pacification〉                      | 스파이크 캐시디, 커트 브레히트                    | D.R.I.            | 2:38      |
| 12. | 〈Richard Hung Himself〉                      | 로이어, 프레드릭 타콘                             | D.I.              | 3:22      |
| 13. | 〈I'm Gonna Be Your God〉                     | 이기 팝, 론 애시턴, 스콧 애시턴, 데이브 알렉산더  | 스투지스          | 2:58      |
| 14. | 〈Gemini〉                                    | 케리 킹, 톰 아라야                                | 슬레이어          | 4:53      |